# Stadio del ghiaccio Agorà
Lo stadio del ghiaccio Agorà o PalaAgorà è il più importante palaghiaccio della città di Milano.

## Descrizione
L'impianto nacque su iniziativa di Renato Massa (ex Presidente dell'Hockey Club Milano, ed ex Presidente del rinato Hockey Club Diavoli) e di sua moglie Rosa Bianca Selvaggio che, avvicinati agli sport del ghiaccio dalla passione dei due figli, si resero conto che a Milano non c'erano strutture sufficienti per tutti i giovani che praticavano l'hockey ed il pattinaggio. Infatti, le società sportive e gli atleti di Milano erano costretti ad spostarsi quotidianamente a Bergamo, Como, Varese e Zanica, per poter effettuare gli allenamenti e le attività agonistiche.
Da qui nacque loro l'idea di costruire il palazzo del ghiaccio di via Dei Ciclamini.
L'Agorà fu realizzato in tempi brevi: con la firma della convenzione tra il Comune di Milano e Renato Massa, Amministratore Unico della Società Sportiva Orchidee Sporting Club srl, datata 6 marzo 1987, l'impianto è inaugurato il 7 settembre 1989, con la prima denominazione di Palacandy.
Capace di ospitare fino ad un massimo di 4 000 spettatori, ospitava le partite interne dell'Hockey Milano Bears Rossoblu; per un breve periodo fu anche teatro degli incontri interni della compagine varesina, a causa dei lavori di ristrutturazione del Pala Albani. 
Oltre all'hockey su ghiaccio ospita esibizioni e gare di pattinaggio artistico, di coppia e sincronizzato; la struttura era anche aperta per attività ludico-ricreative.
La struttura è chiusa dal 18 gennaio 2023 in attesa di riqualificazione e nuova gestione.